# 亚贝克
亚贝克（荷蘭語：Jabbeke，荷蘭語發音：[ˈjɑbeːkə]），又称雅贝克，是比利时弗拉芒大區西佛兰德省布魯日區的一个市镇，通行荷蘭語，是弗拉芒社群的一部分，面积53.86平方千米，人口13,880人（2018年1月1日）。